# Chrysosoma indicum
Chrysosoma indicum är en tvåvingeart som beskrevs av Octave Parent 1934. Chrysosoma indicum ingår i släktet Chrysosoma och familjen styltflugor. Inga underarter finns listade i Catalogue of Life.